# Àcid abiètic
L'àcid abiètic (també conegut com a àcid abietínic o àcid sílvic), és un compost orgànic (un diterpè), que es troba a la natura en les arbres (el nom d'abiètic deriva de l'avet (Abies)). És el principal component de l'àcid de resina és el principal irritant que hi ha en la fusta i resina dels pins. El seu èster es diu un abietat.

## Preparació
L'àcid abiètic s'extreu de la pega grega dels arbres.
Es fa servir en laques, vernissos i sabons i per analitar resines i en la preparació de resinats metàl·lics. Es troba en el Pinus insularis (Pi Khasi), Pinus kesiya Royle, Pinus strobus, Pinus sylvestris (pi rajolet).

## EfectesIn vitro
Els extractes amb 50% d'etanol de Resina pini de Pinus sp. (Pinaceae) mostren activitat inhibitòria contra testosterona 5α-reductasa preparada de la pròstata de la rata.

## Seguretat
L'àcid abiètic es considera una "substància natural no perillosa".